# دار الفكر
دار الفكر، تأسست عام 1957م، في دمشق سوريا. يديرها السيد محمد عدنان سالم، صاحب عدة مؤلفات في مجال النشر ومشكلات الناشرين والثقافة والمثقفين. حصدت جائزة أفضل ناشر عربي من الهيئة العامة المصرية للكتاب 2003، وحصدت إصداراتها أربع جوائز من مؤسسة التقدم العلمي في الكويت عن كتابيها: الجراحة التنظيرية 2000 وآفاق القرن الحادي والعشرين، وهروبي إلى الحرية (في مجال الترجمة)، وعن كتابيها: موجز تاريخ الكون، والجينوم البشري وأخلاقياته (في مجال التأليف في العلوم).